# Iwan Maksymow
Iwan Maksymow (ukrainisch Іван Максимов; * 6. Februar 1963 in Schmerynka) ist ein ehemaliger ukrainischer Biathlet.
Iwan Maksymow ist Lehrer und lebt in Ternopil. Er gehörte nach der Auflösung der Sowjetunion und der Neugründung nationaler Verbände in den Nachfolgestaaten zu den ersten Angehörigen des Nationalkaders der Ukraine. Zu dieser Zeit fast 30 Jahre alt, hatte er es bis dahin nicht geschafft den internationalen Kader der Sowjetunion zu erreichen, obwohl er seit 1981 Biathlon betrieb. Wie so viele andere Athleten der Nachfolgestaaten profitierte er von den nun neuen Plätzen in den Nationalkadern. Sein internationales Debüt gab er zum Auftakt der Saison 1992/93 in Pokljuka im Weltcup, wo er 60. des Einzels und 73. des Sprints wurde. Erster Karrierehöhepunkt wurden die zwischenolympischen Weltmeisterschaften 1993 in Borowetz. Maksymow kam einzig mit der Staffel zum Einsatz und erreichte an der Seite von Vitaliy Mohilenko, Toras Dolniy und Walentyn Dschyma den fünften Rang, den er als Schlussläufer absicherte. In seiner ersten Saison erreichte der Ukrainer auch das einzige Mal die Punkteränge und wurde in der Gesamtwertung der Saison 80. Höhepunkt und Abschluss der Karriere wurde die Teilnahme an den Olympischen Winterspielen von Lillehammer, wo er 47. des Sprints wurde, sich als Fünfter Läufer der Ukraine aber gegen Vitaliy Mohilenko, Walentyn Dschyma, Toras Dolniy und Roman Swonkow nicht für die Staffel qualifizierte, die auf Rang 15 enttäuschte.

## Biathlon-Weltcup-Platzierungen
Die Tabelle zeigt alle Platzierungen (je nach Austragungsjahr einschließlich Olympische Spiele und Weltmeisterschaften).
- 1.–3. Platz: Anzahl der Podiumsplatzierungen
- Top 10: Anzahl der Platzierungen unter den ersten zehn (einschließlich Podium)
- Punkteränge: Anzahl der Platzierungen innerhalb der Punkteränge (einschließlich Podium und Top 10)
- Starts: Anzahl gelaufener Rennen in der jeweiligen Disziplin

| Platzierung                               | Einzel | Sprint | Verfolgung | Massenstart | Team | Staffel | Gesamt |
| ----------------------------------------- | ------ | ------ | ---------- | ----------- | ---- | ------- | ------ |
| 1. Platz                                  |        |        |            |             |      |         |        |
| 2. Platz                                  |        |        |            |             |      |         |        |
| 3. Platz                                  |        |        |            |             |      |         |        |
| Top 10                                    |        |        |            |             |      | 1       | 1      |
| Punkteränge                               |        |        |            |             |      | 1       | 1      |
| Starts                                    | 6      | 6      |            |             |      | 1       | 13     |
| Stand: Karriereende, Daten nicht komplett |        |        |            |             |      |         |        |